# بابلو هرنانديز
بابلو هرنانديز (بالإسبانية: Pablo Hernández)‏ هو دراج كولومبي، ولد في 12 فبراير 1940.

## وصلات خارجية
- بابلو هرنانديز على موقع أرشيف الدراجات (الإنجليزية)
- بابلو هرنانديز على موقع إحصائيات الدراجات الإحترافية (الإنجليزية)
- بابلو هرنانديز على موقع أوليمبيديا (الإنجليزية)